# 포리스트 휘터커
포리스트 휘터커(Forest Whitaker, 영어 발음: /ˈwɪtəkə/, 1961년 7월 15일 ~ )는 미국의 배우, 제작자, 감독이다. 휘터커는 아카데미상, 골든 글로브상, 영국 아카데미 영화상을 각각 한 번씩, 미국 배우 조합상을 두 번 수상한 것을 비롯하여 다양한 상을 받았다. 특히 역사극 《라스트 킹》(2006)에서 우간다의 독재자 이디 아민 역을 맡아 아카데미 남우주연상을 수상했다.
《리치몬드 연애 소동》(1982)으로 영화 데뷔를 한 휘터커는 《플래툰》(1986), 《굿모닝 베트남》(1987), 《버드》(1988), 《크라잉 게임》(1992), 《패닉 룸》(2002), 《페노메논》(1996), 《고스트 독》(1999), 《그레이트 디베이터스》(2007), 《버틀러: 대통령의 집사》(2013), 《컨택트》(2016), 《리스펙트》(2021)에 출연했다. 그는 또한 《로그 원: 스타워즈 스토리》(2016)에서 소 게레라 역으로, 《블랙 팬서》(2018)에서 주리 역으로 출연했다.
1993년 텔레비전 영화 《스트랩트》로 감독 데뷔했으며, 이후 《사랑을 기다리며》(1995), 《사랑이 다시 올 때》(1998), 《대통령의 딸》(2004)을 감독했다. 2019년부터 에픽스(eᴘix) 범죄 드라마 시리즈 《갓파더 오브 할렘》에서 범피 존슨 역으로 출연했다.
2016년 유진 오닐의 《휴이》를 통해 브로드웨이 연극에 데뷔했다.
휘터커는 연기 경력 외에 인도주의 활동으로도 유명하다. 2011년 유네스코 친선대사로 위촉되었고, 이후 평화·화해 특사로 승진했으며, 비영리 봉사 프로그램인 휘터커 평화와 개발 이니셔티브(WPDI)의 CEO로 활동하고 있다.

## 작품 목록

### 영화 출연
- 플래툰 - 빅 해롤드 역
- 컬러 오브 머니
- 굿모닝 베트남 - 에드워드 가릭 역
- 스피시즈 - 댄 스미슨 역
- 페노메논 - 네이트 포프 역
- 고스트 독 - 사무라이의 길 - 고스트 독 역
- 배틀필드 - 커 역
- 패닉 룸 - 번햄 역
- 폰부스 - Captain 레미 역
- 라스트 킹 - 이디 아민 역
- 밴티지 포인트 - 하워드 윌리스 역
- 버틀러: 대통령의 집사 - 세실 게인즈 역
- 줄루: 범죄도시 - 알리 속헤라 역
- 테이큰 3 - 도츨러 역
- 로그 원: 스타워즈 스토리 - 쏘우 게레라 역
- 컨택트 - 웨버 대령 역
- 블랙 팬서 - 주리 역
- 버든: 세상을 바꾸는 힘 - 레버런드 케네디 역
- 시티 오브 라이즈
- 쏘리 투 보더 유 (제작)
- 하우 잇 엔즈
- 아메리칸 잡 - 하워드 램버트 역
- 징글 쟁글: 저니의 크리스마스 - 제로니커스 역
- 리스펙트 - C.L. 프랭클린 역

### 영화 연출
- 1995년 사랑을 기다리며
- 1998년 사랑이 다시 올 때
- 2004년 대통령의 딸

### 영화 기획
- 2024년 레일라

### 드라마 출연
- 2025년 안도르 시즌 2 - 쏘우 게레라 역

## 수상 경력
- 1988년 제41회 칸 영화제 남우주연상
- 1989년 센트조어디어워즈 외국남자배우상
- 1993년 제18회 토론토국제영화제 FIPRESCI-상
- 1996년 블록버스터엔터테이너어워즈 드라마부문 남자조연배우상
- 2002년 네믹비전어워즈 드라마부문 남자배우상
- 2003년 블랙릴어워드 TV/미니시리즈부문 남우주연상
- 2006년 아프리카-아메리카비평가협회상 남우주연상
- 2006년 제32회 LA비평가협회상 남우주연상
- 2006년 제19회 시카고비평가협회상 남우주연상
- 2006년 제10회 할리우드영화제 남우주연상
- 2006년 제27회 보스턴비평가협회상 남우주연상
- 2006년 제71회 뉴욕비평가협회상 남우주연상
- 2006년 뉴욕온라인비평가협회상 남우주연상
- 2006년 남동부비평가협회상 남우주연상
- 2006년 오클라호마비평가협회상 남우주연상
- 2006년 제11회 새틀라이트시상식 드라마부문 남우주연상
- 2006년 제7회 워싱턴비평가협회상 남우주연상
- 2006년 댈러스-포트워스비평가협회상 남우주연상
- 2006년 St. 루이스 게이트웨이 비평가협회상 남우주연상
- 2007년 제22회 산타바바라국제영화제 아메리칸 리비에라상
- 2007년 제64회 골든글로브시상식 드라마부문 남우주연상
- 2007년 캔자스시티비평가협회상 남우주연상
- 2007년 라스베가스비평가협회상 남우주연상
- 2007년 루와비평가협회상 남우주연상
- 2007년 벤쿠버비평가협회상 남우주연상
- 2007년 포닉스비평가협회상 남우주연상
- 2007년 노스텍사스비평가협회상 남우주연상
- 2007년 제78회 미국비평가협회상 남우주연상
- 2007년 제27회 런던비평가협회상 남우주연상
- 2007년 제12회 크리틱스초이스 남우주연상
- 2007년 제13회 미국배우조합상 영화부문 남우주연상
- 2007년 플로리안비평가협회상 남우주연상
- 2007년 온라인영화비평가협회상 남우주연상
- 2007년 온라인영화&텔레비전협회상 남우주연상
- 2007년 온라인영화&텔레비전협회상 TV드라마부문 게스트배우상
- 2007년 제60회 영국아카데미시상식 남우주연상
- 2007년 제41회 전미비평가협회상 남우주연상
- 2007년 제79회 아카데미시상식 남우주연상
- 2007년 BET어워즈 남우주연상
- 2007년 NAACP이미지어워드 영화부문 남우주연상
- 2011년 제11회 미라케슈 국제영화제 공로상
- 2013년 아프리카-아메리카비평가협회상 남우주연상
- 2013년 고담 어워즈 공로상
- 2014년 AARP어워즈 남우주연상
- 2014년 제19회 크리틱스초이스 죠엘 시겔상
- 2014년 제29회 산타바바라국제영화제 커크 더글라스상
- 2014년 NAACP이미지어워드 영화부문 남우주연상